# (33837) 2000 FQ40
2000 FQ40 (asteroide 33837) é um asteroide da cintura principal. Possui uma excentricidade de 0.32241470 e uma inclinação de 33.23213º.
Este asteroide foi descoberto no dia 29 de março de 2000 por LINEAR em Socorro.